# Eleutherodactylus quidditus
Diasporus quidditus là một loài ếch trong họ Leptodactylidae.
Nó được tìm thấy ở Colombia và Panama.
Môi trường sống tự nhiên của nó là các khu rừng đất thấp ẩm nhiệt đới và cận nhiệt đới.